# Pyrausta asopialis
Pyrausta asopialis is een vlinder uit de familie van de grasmotten (Crambidae). De wetenschappelijke naam van deze soort is voor het eerst voorgesteld als Eurycreon asopialis door Pieter Snellen in een publicatie uit 1875.
De soort komt voor in Guatemala en Colombia.